# Lília Cabral
Lília Cabral Bertolli Figueiredo (San Paolo, 13 luglio 1957) è un'attrice brasiliana di origini italiane e portoghesi.

## Biografia
Lília Cabral è figlia dell'italiano Gino Bertolli e di una donna portoghese. Ha iniziato la sua carriera in teatro.
Nel 1981 è apparsa nella sua prima telenovela, Gli emigranti, una produzione Bandeirantes. Per la stessa emittente l'anno dopo ha lavorato in Adolescenza inquieta. In seguito è passata a TV Globo e ha anche intrapreso un percorso di attrice cinematografica.
È stata nominata per due volte all'Emmy: nel 2006 per Pagine di vita e nel 2010 per Viver a Vida.

## Vita privata
Si è sposata giovanissima col cineasta João Henrique Jardim ma il matrimonio è naufragato presto. Dal 1994 è moglie dell'economista Iwan Figueiredo. La coppia ha una figlia, Giulia. L'attrice è diventata madre a 38 anni, dopo due aborti spontanei. 

## Filmografia parziale

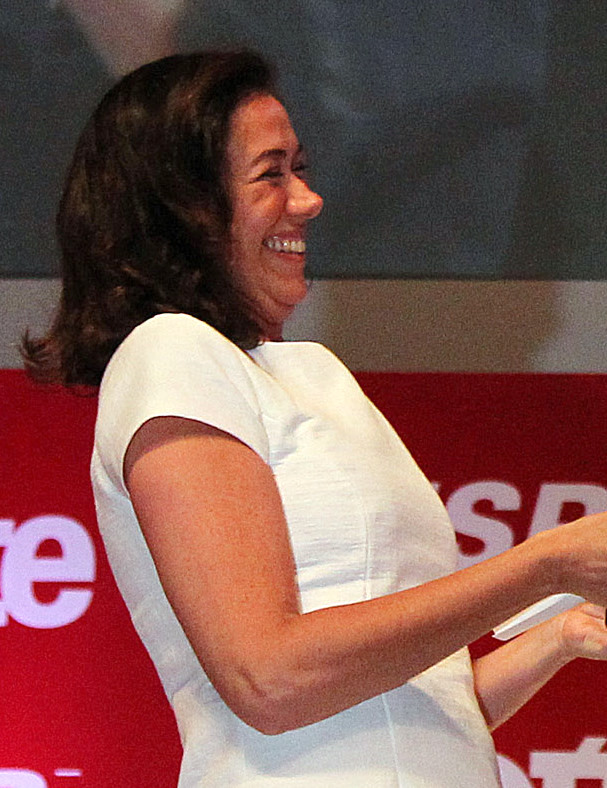
Lília Cabral nel 2012

### Televisione
- Gli emigranti (Os imigrantes, 1981)
- Adolescenza inquieta (Os adulescentes, 1982)
- Senza scrupoli (Vale tudo, 1988)
- Tieta (1989)
- Chocolate com pimenta (2003)
- Pagine di vita (Páginas da vida, 2006-2007)
- Fina estampa (2011-2012)
- A Força do Querer (2017)